# Natori
Pour les articles homonymes, voir Natori (homonymie).
Natori (名取市, Natori-shi) est une ville située dans la préfecture de Miyagi, au Japon.

## Géographie

### Situation
Natori est située dans le sud de la préfecture de  Miyagi, au sud de la ville de Sendai. Elle est bordée par l'océan Pacifique à l'est.

### Démographie
En décembre 2019, la population de Natori s'élevait à 79 197 habitants, répartis sur une superficie de 98,17 km2.

## Histoire
Le bourg moderne de Natori est créé le 1er avril 1955 de la fusion des bourgs de Masuda et Yuriage, et des villages de Shimo-Masuda, Tatekoshi, Aishiwa et Takadate. Natori obtient le statut de ville le 1er octobre 1958.

## Économie
L'aéroport de Sendai se trouve sur le territoire de Natori et participe, par son trafic national et international, à l'activité de la ville.

## Transports
Natori est desservie par les lignes Tōhoku et Jōban de la JR East. Elle est également desservie par la ligne de l'Aéroport de Sendai de la compagnie Sendai Airport Transit.
La gare de Natori est la principale gare de la ville.

## Jumelages
- Kaminoyama (Japon) depuis 1978
- Guararapes (Brésil) depuis 1979
- Shingū (Japon) depuis 2008

## Symboles municipaux
Les symboles municipaux de Natori sont le pin et la fleur de pêcher.